# (230) Афаманта
(230) Афаманта (др.-греч. Αθαμαντίς) — довольно крупный астероид главного пояса, принадлежащий к светлым астероидам класса S. Он был обнаружен 3 сентября 1882 года германо-австрийским астрономом Л. А. К. де Баллом в Боткампской обсерватории и назван в честь Геллы (Афаманты), дочери орхоменского царя Афаманта и Нефелы в древнегреческой мифологии.

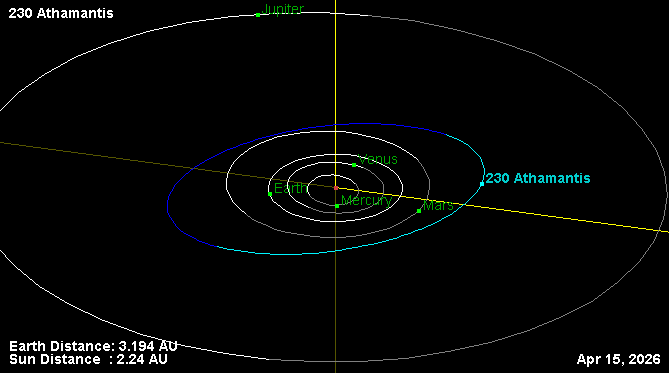
Орбита астероида Афаманта и его положение в Солнечной системе